# 都筑交流之丘站
都筑交流之丘站（日语：／ Tsuzuki-fureai-no-oka eki */?）是一個位於神奈川縣橫濱市都筑區葛谷，屬於橫濱市營地下鐵綠線的鐵路車站。
車站編號是G03。車站顏色是作為街道展現高成熟度、優雅和高級感的形象而定為紫藤色。

## 車站構造
島式月台1面2線的地下車站。閘口位於地面。

### 月台配置
| 月台 | 路線          | 目的地           |
| ---- | ------------- | ---------------- |
| 1    | 綠線（4號線） | 中山方向         |
| 2    | 綠線（4號線） | 中心南、日吉方向 |

## 利用狀況
2016年度的1日平均上下車人次為20,851人。
開業以來的1日平均上下、上車人次推移如下表。
| 年度               | 1日平均 上下車人次 | 1日平均 上車人次 | 來源    |
| ------------------ | ------------------ | ---------------- | ------- |
| 2007年（平成19年） |                    | 27,332           | [ * 1 ] |
| 2008年（平成20年） | 11,791             | 5,846            | [ * 2 ] |
| 2009年（平成21年） | 13,915             | 6,888            | [ * 3 ] |
| 2010年（平成22年） | 16,017             | 7,916            | [ * 4 ] |
| 2011年（平成23年） | 17,021             | 8,422            | [ * 5 ] |
| 2012年（平成24年） | 17,849             | 8,828            | [ * 6 ] |
| 2013年（平成25年） | 18,758             | 9,281            | [ * 7 ] |
| 2014年（平成26年） | 19,210             | 9,483            | [ * 8 ] |
| 2015年（平成27年） | 20,151             | 9,940            |         |
| 2016年（平成28年） | 20,851             | 10,284           |         |

## 歷史
- 2008年3月30日：本站開業。

## 圖集

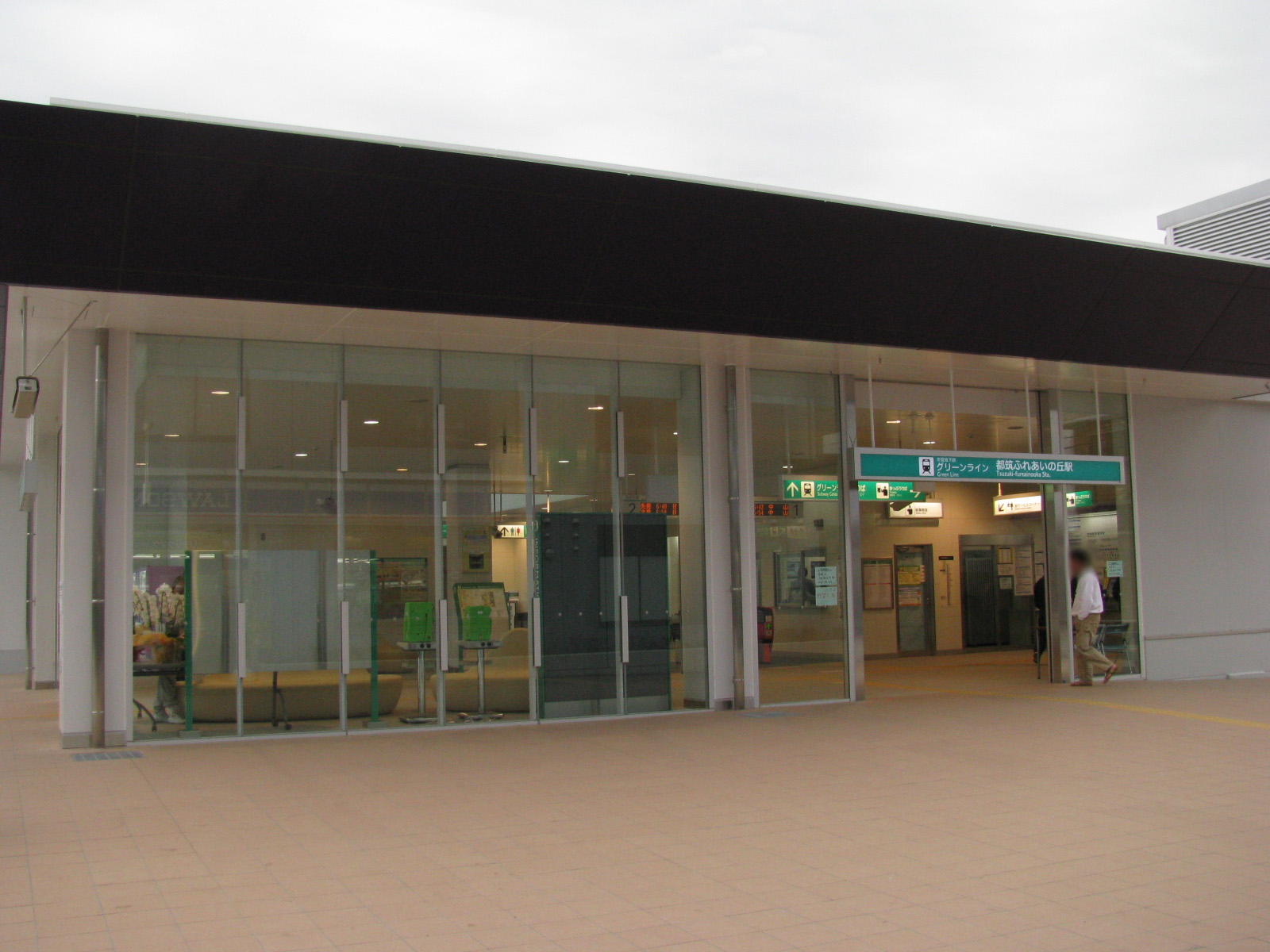
車站入口
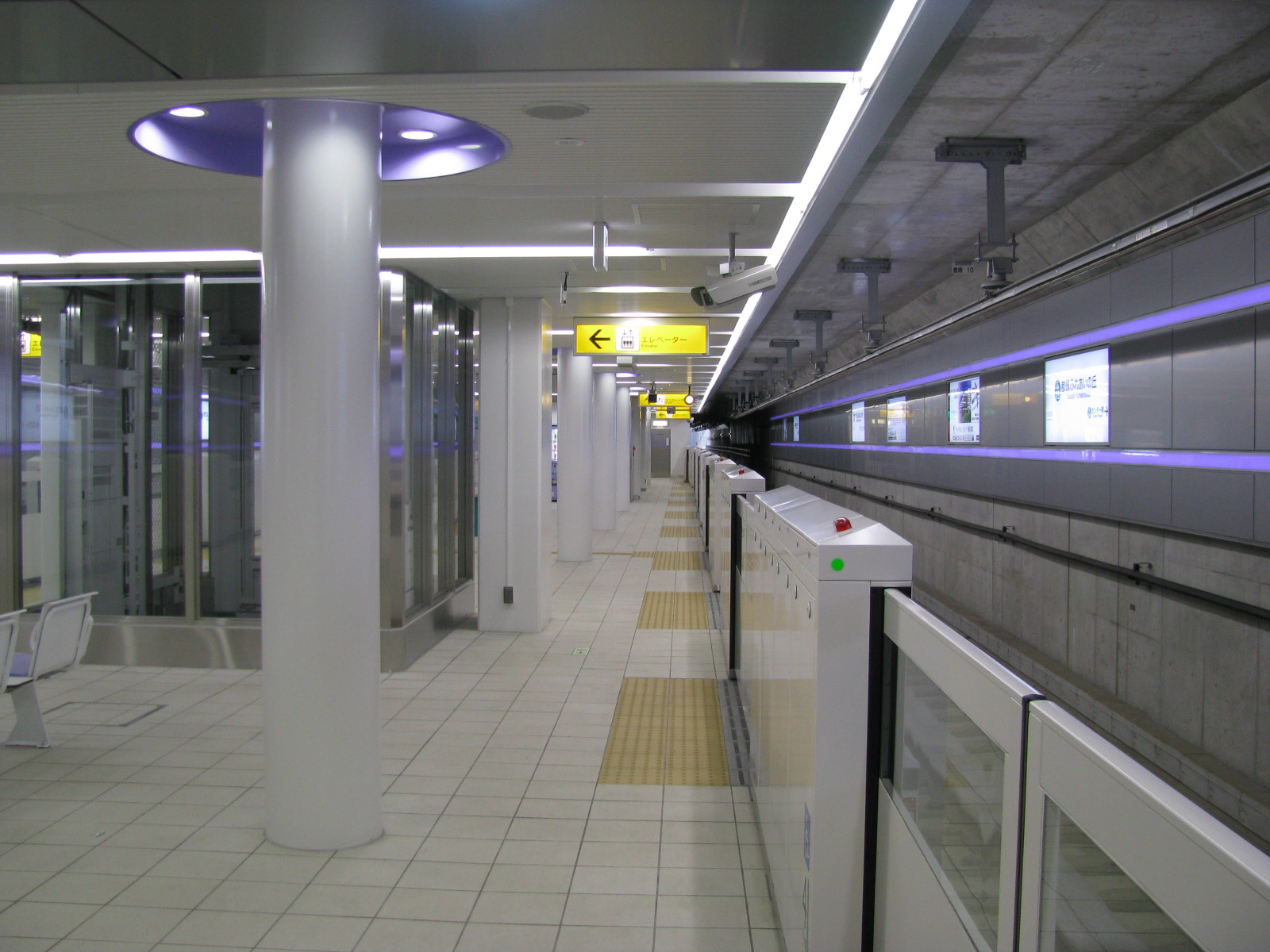
車站月台

## 相鄰車站
橫濱市營地下鐵
 綠線（4號線）
川和町（G02）－都筑交流之丘（G03）－中心南（G04）

## 外部連結
- 都筑交流之丘站 （页面存档备份，存于） - 橫濱市交通局